# Macrozamia riedlei
Macrozamia riedlei là một loài thực vật hạt trần trong họ Zamiaceae. Loài này được (Gaudich.) C.A.Gardner mô tả khoa học đầu tiên năm 1930.

## Phân loại
Mô tả loài đầu tiên được xuất bản là Cycas riedlei bởi Friedrich Ernst Ludwig von Fischer, dựa trên một mẫu vật thu được tại King George Sound  và được lưu giữ tại bảo tàng Paris. Tên loài tôn vinh người làm vườn Pháp Anselme Riedlé. Một biến thể chỉnh hình học M. M. reidlei bản được sử dụng bởi tác giả sửa đổi, Charles Gardner, khi gán nó cho chi Macrozamia và trích dẫn các mẫu vật thu được gần Collie, Manjimup, Bow Bridge và các địa điểm khác ở phía nam Perth.
Các nhà thuộc địa đã áp dụng thuật ngữ zamia và zamia palm cho loại cây phổ biến một thời, điều này tiếp tục được đưa ra trong một số danh sách và hướng dẫn. Tên trong ngôn ngữ địa phương cho nhà máy là baian, djiriji, koondagoor và quinning. Các tên khác nhau được áp dụng cho các bộ phận khác nhau của loài cây này và các sản phẩm của nó, hầu hết trong số đó đã có một số ứng dụng như thực phẩm hoặc tài nguyên vật liệu.

## Phân bố
Loài này mọc trên đất đá ong, thường là trong rừng Jarrah, nó là một loài đặc hữu của miền nam Tây Úc. Loài này được tìm thấy từ bờ biển phía tây nam đến Dwellingup và Albany. Loài này cũng xuất hiện ở phía tây đồng bằng Esperance và trên đồng bằng ven biển Swan.